# Serdang Indah
Serdang Indah is een bestuurslaag in het regentschap Kaur van de provincie Bengkulu, Indonesië. Serdang Indah telt 370 inwoners (volkstelling 2010).